# Per Andersson (friidrottare)
Per Andersson, en svensk friidrottare (stående höjdhopp). Han tävlade för klubben Örgryte IS och vann SM i stående höjdhopp år 1933. 